# Barleria reticulata
Barleria reticulata là một loài thực vật có hoa trong họ Ô rô. Loài này được Haines mô tả khoa học đầu tiên năm 1914.